# Kirchturm (Waigolshausen)

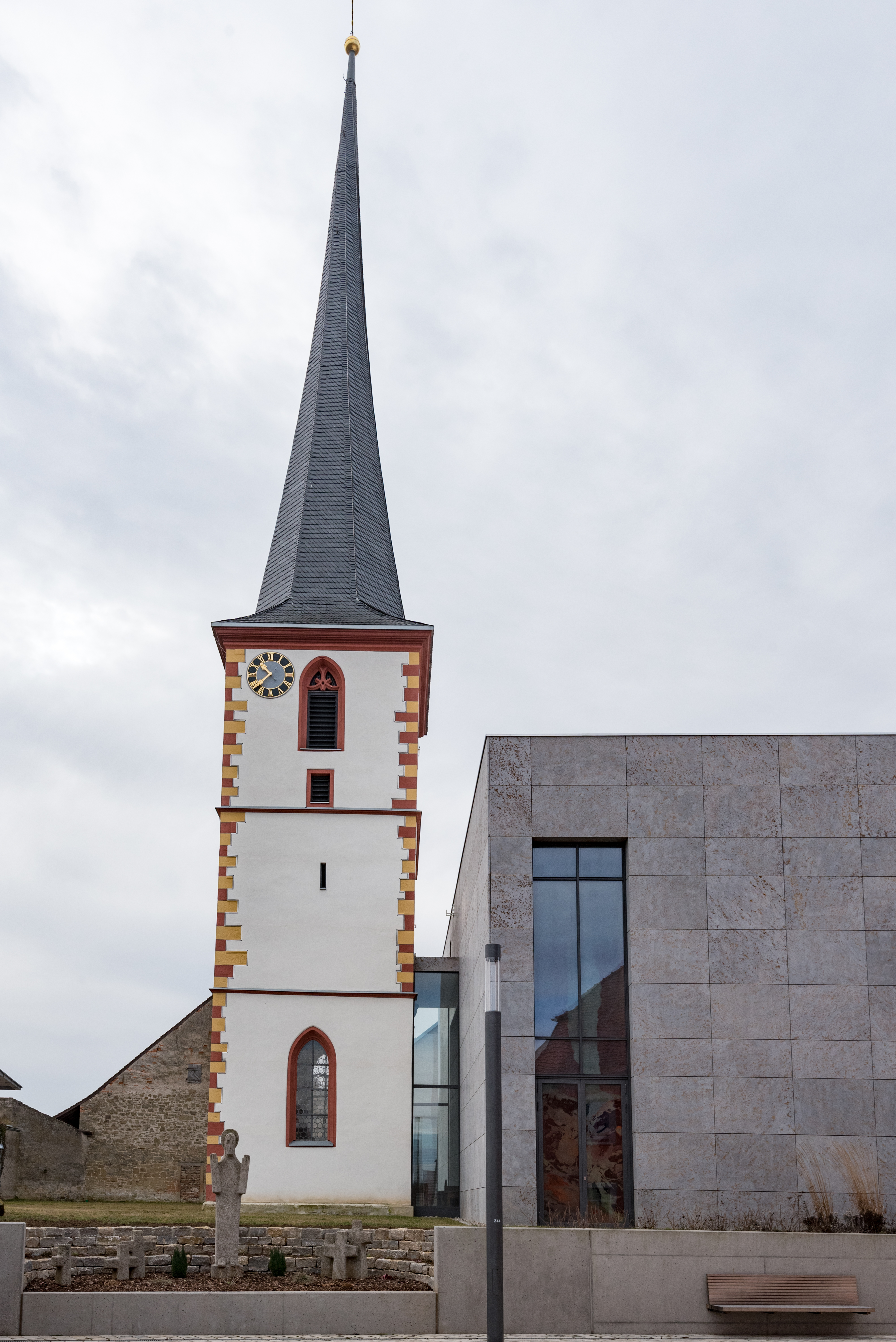
Kirchturm (Waigolshausen)

Der römisch-katholische, denkmalgeschützte dreigeschossige, mit einem schiefergedeckten achtseitigen Knickhelm bedeckte Kirchturm der ehemaligen Pfarrkirche St. Jakobus der Ältere steht in Waigolshausen, einer Gemeinde im Landkreis Schweinfurt (Unterfranken, Bayern). Der im Kern frühgotische Kirchturm, der um 1610 erhöht wurde, ist unter der Denkmalnummer D-6-78-190-1 als Baudenkmal in der Bayerischen Denkmalliste eingetragen. Das 1961 erneuerte Langhaus wurde 2013 abgerissen und nur noch der Kirchturm ist erhalten geblieben.